# Nieuwenhagen

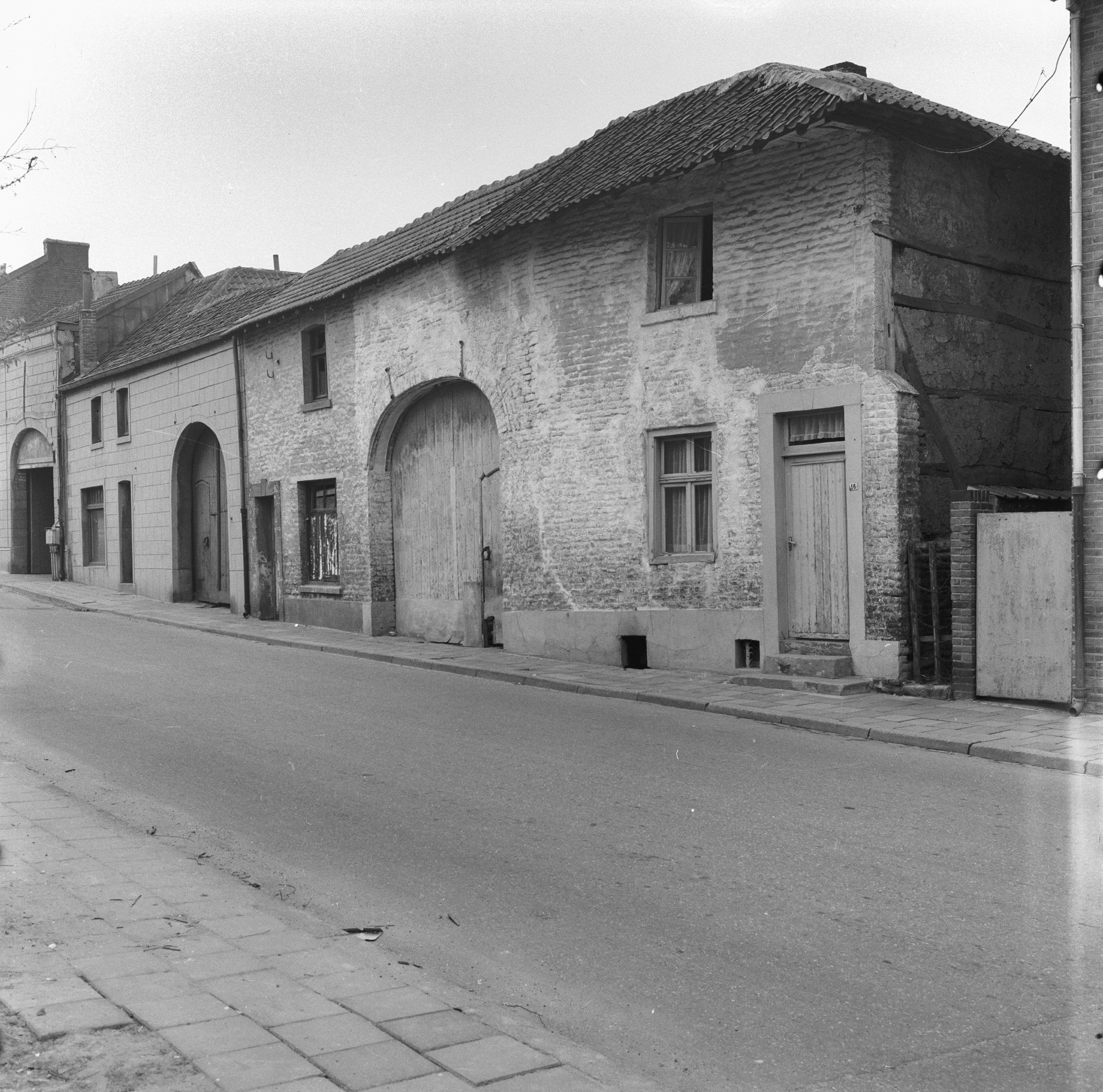
Die Herestraat im Jahr 1963

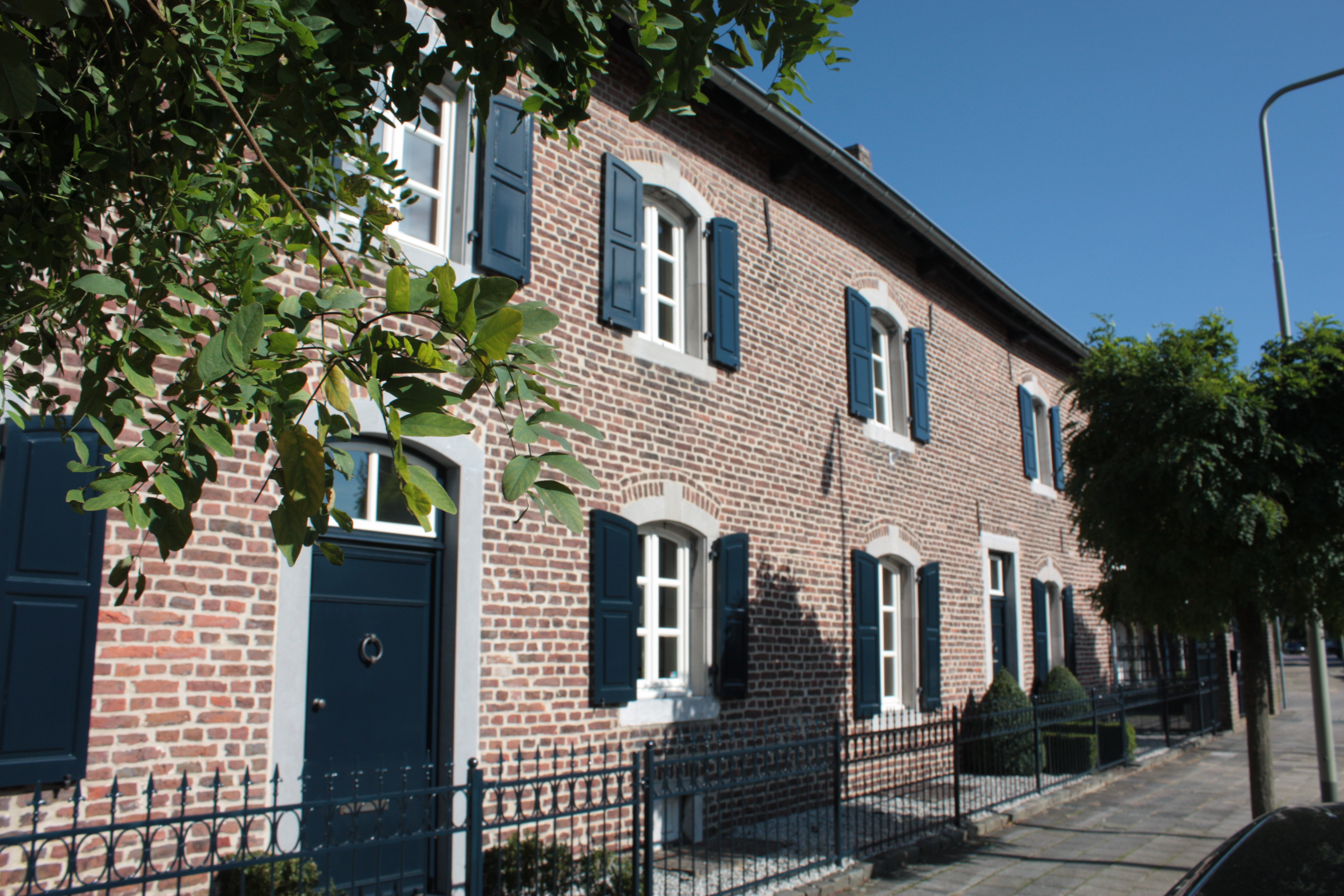
Meule van d'r Vrosch, denkmalgeschütztes Gebäude im Zentrum von Nieuwenhagen

Nieuwenhagen (limburgisch Nuijenhage, deutsch Neuenhagen) ist ein Dorf in der niederländischen Provinz Limburg und zugleich ein amtlicher Stadtteil („wijk“) der Gemeinde Landgraaf. Bis zum 31. Dezember 1981 war Nieuwenhagen eine eigenständige Gemeinde. Der etwa 2½ km von der deutschen Grenze entfernte Ort hat ungefähr 9.300 Einwohner.

## Geografie
Nieuwenhagen liegt auf dem danach benannten Plateau von Nieuwenhagen. Bis Anfang des 20. Jahrhunderts war Nieuwenhagen ein landwirtschaftlich geprägtes Gebiet mit überwiegend kleineren Agrarbetrieben. Seit 1982 ist Nieuwenhagen Teil der stark verstädterten Gemeinde Landgraaf mit 36.850 Einwohnern, die ihrerseits zur so genannten Parkstad Limburg zählt, einer Stadtregion, die früher als Oude oder Oostelijke Mijnstreek (wörtlich etwa: Altes oder Östliches Bergbaugebiet) bezeichnet wurde. Für dieses dichtbewohnte Gebiet sind Grünflächen und Naturgebiete wie die teilweise noch auf Nieuwenhager Terrain liegende Brunssumer Heide von großer Wichtigkeit.

## Geschichte
Durch archäologische Funde weiß man, dass sich bereits zu vorgeschichtlicher Zeit Menschen in der Umgebung von Nieuwenhagen aufgehalten hatten.
Auch aus der Römerzeit sind aus dem Gebiet von Nieuwenhagen und seiner näheren Umgebung (Strijdhagen) archäologische Funde bekannt. Am Koelweg, einer Seitenstraße des Hereweg, soll ein römisches Landhaus gelegen haben, und in den 1960er Jahren wurde ein paar hundert Meter weiter am Hereweg das Grab einer wohlhabenden römischen Dame entdeckt.
Die Römer verfügten in ihrem Reich über ein ausgedehntes Straßennetz, davon etwa 80 000 km in ausgezeichnetem Zustand. Eine dieser Qualitätsstraßen war die heute so bezeichnete Via Belgica, eine römische Heerstraße, die von Boulogne-sur-Mer an der französischen Atlantikküste nach Köln verlief. Ob überhaupt und wo genau diese wichtige Römerstraße über Nieuwenhager Gebiet verlief, ist nicht ganz sicher, weil jene Straße in dieser Gegend noch nicht freigelegt werden konnte. Denkbar wäre Verlauf über die Straßen Op de Heugden, Hereweg und Haanweg, worauf auch der Straßenname „Hereweg“ (deutsch: „Heerweg“) hindeuten würde. Durch archäologische Funde gilt jedenfalls als gesichert, dass diese Römerstraße bei Rimburg das Flüsschen Wurm überquerte.
Die Herkunft des Ortsnamens ist bis heute nicht geklärt. Der erste Teil des Namens (ndl. nieuw = dt. neu) deutet aber auf eine ältere Ansiedlung in der Umgebung hin, die wahrscheinlich bereits Hag oder Hagen hieß, was dann das ältere Hagen gewesen wäre. Das Wort „Hag“ bedeutet Hecke und verweist auf einen von einer Hecke umgebenen, vielleicht auch befestigten Ort. Im Jahr 1213 wird der Name Nieuwenhagen erstmals in einem Dokument erwähnt. Diese erste Erwähnung fand sich im Eigennamen eines Ministerialen im Gefolge des Grafen Lothar von Are. Erst im 14. Jahrhundert wird ein Hof zu Nieuwenhagen erwähnt. Das Dorf ist wahrscheinlich im Laufe der Jahrhunderte rund um den sogenannten Vaechshof (= Vogtshof) entstanden. Im Mittelalter war das spätere Gemeindegebiet von Nieuwenhagen Teil der Hauptschöffenbank Heerlen, eines feudalzeitlichen Gerichtsbezirks. Durch die dort ausgegrabenen Keramikfunde und Töpferei-Brennöfen weiß man, dass in Nieuwenhagen und seiner Umgebung im Mittelalter Menschen gewohnt und gearbeitet haben.
Während des 80-jährigen Krieges wechselte im Gebiet rund um Nieuwenhagen mehrfach die Landesherrschaft. Der Krieg verursachte wirtschaftliche Probleme und auch nach dem Frieden von Münster im Jahr 1648 blieb die territoriale Situation im heutigen Südlimburg unklar. Bei den Friedensverhandlungen (in Münster) konnten sich die Niederländische Republik und Spanien nicht über die Zuordnung der drei Landen van Overmaas (Land van Valkenburg, Land van Rode und Land van Dalhem) einigen. Seitens der Niederländischen Republik ging man von der Regel aus, dass dem Besitzer eines Hauptortes auch automatisch die jeweils zugehörigen Ländereien zugewiesen würden. Dahingegen hatte Spanien die Residenz des früheren Herzogtums Limburg besetzt, wozu die drei Landen van Overmaas im Prinzip noch gehörten, und beanspruchte aufgrund dessen die Herrschaft über das gesamte Gebiet.
Beim Teilungsvertrag von 1661/62 zwischen der Niederländischen Republik und Spanien wurden die drei Ländereien Valkenburg, Rode und Dalheim alle jeweils in einen niederländisch-republikanischen („Staats…“) und einen spanischen Teil aufgeteilt. Als Folge dieses Teilungsvertrages wurde Nieuwenhagen zu einem Teil des seitdem so genannten Gebietes Staats-Overmaas, das seinerseits eines der Generalitätslande der Niederländischen Republik war. Trotz seiner durch die neuen Grenzen etwas isolierten Lage wurde Nieuwenhagen dennoch nicht ganz zu einer republikanischen Exklave inmitten spanischen Gebiets. Über den republikanischen Teil der Brunssumer Heide im Norden oder das Gebiet von Strijthagen und dem Overste Hof im Südosten konnte man im Prinzip das republikanische Hauptdorf Heerlen erreichen, ohne spanischen (oder später österreichischen) Boden zu berühren. Diese Routen führten jedoch durch unwegsames Gelände und stellten zudem auch Umwege dar. Aus diesem Grund wurde der Pasweg oder Passeerweg (dt. Pass- oder Passierweg) angelegt, eine Art Transitstraße, die quer durch die spanische Herrlichkeit Schaesberg verlief. Bemerkenswert ist dabei, dass dieser Weg einschließlich eines jeweils 4,80 m breiten Landstreifens beiderseits der Straße, von Spanien an die Niederländische Republik abgetreten wurde.
Nachdem zu Beginn des 18. Jahrhunderts die spanischen Habsburger in männlicher Linie ausgestorben waren, kam es zum Ausbruch des Spanischen Erbfolgekrieges. Nach dessen Ende kam nach dem Frieden von Utrecht im Jahr 1713 der größte Teil der Spanischen Niederlande unter die Herrschaft der österreichischen Habsburger. Für das sowieso schon republikanische Nieuwenhagen änderte sich dabei allerdings wenig. Eine eigene Kirche gab es damals in Nieuwenhagen noch nicht, die überwiegend römisch-katholische Bevölkerung blieb bis 1802 auf die Pfarrkirche St. Pankratius in Heerlen-Dorf angewiesen, unter anderem für Taufen, Heiraten und Begräbnisse.
Erst 1745 bekam Nieuwenhagen eine eigene Kapelle. Die Gelder dafür wurden durch den zehn Jahre zuvor verstorbenen Junggesellen Jan Flecken testamentarisch zur Verfügung gestellt. Obwohl die Generalstände der Republik die Ausübung der römisch-katholischen Religion mit einigen Einschränkungen zuließen, war der Bau neuer Kirchen und Kapellen auf niederländisch-republikanischem Staatsgebiet verboten. Schließlich sorgte ein gewisser Johann Arnoldus Hanssen(s) für Abhilfe, indem er ein Stück Land abtrat, was auf dem Territorium des Overworms Quartier der Schöffenbank Ubach lag, das seit 1661 zum spanischen Teil des Lands van Rode zählte. Hier wurde eine neue Kapelle gebaut. Obwohl dieses Stückchen Land seit 1713 zu den Österreichischen Niederlanden gehörte, hieß der Bereich im Volksmund auf Limburgisch weiterhin „Sjpaans Kentje“ (Aussprache: „Schpaans Kentje“, wörtlich etwa: „Spanische Ecke“). Dieser Kirchenneubau bedurfte der Zustimmung sowohl von Kaiser Karl VI. (als oberstem Landesherrn des damals noch ungeteilten Ubach/Übach) als auch vom Fürstbischof von Lüttich (als verantwortlichem geistlichem Oberhirten).
Im 18. Jahrhundert hatte die Region rund um Nieuwenhagen stark zu leiden unter den Raubzügen der so genannten Bockreiter-Banden und den daraus resultierenden hysterischen Hetzjagden durch Kirche und Obrigkeit.
Im Jahr 1802 wurde Nieuwenhagen eine eigenständige Gemeinde innerhalb des französischen Départements Meuse-Inférieure. Von 1830 bis 1839 wurde Nieuwenhagen wie die meisten südlimburgischen Gemeinden ein Teil Belgiens, nach 1839 des damals neugegründeten Herzogtums Limburg, das mit dem Königreich der Niederlande zunächst nur in Personalunion verbunden war und erst ab 1866 als Provinz wieder Teil der Niederlande wurde.
Zum 1. Januar 1982 fand in Südlimburg eine kommunale Neugliederung statt, wobei die früheren Gemeinden Schaesberg, Ubach over Worms und Nieuwenhagen in der neugebildeten Gemeinde Landgraaf aufgingen. Seitdem ist Nieuwenhagen ein amtlicher Stadtteil („wijk“) und einer von vier größeren Ortskernen der Gemeinde Landgraaf.

## Sehenswürdigkeiten
- Sjpaans Kentje, eine 1745/46 errichtete Kapelle, 1790 stark umgebaut. Es handelt sich um ein relativ schlichtes Backsteingebäude in neoklassizistischem Stil. Der Vorgiebel hat einen einfachen Fries mit einem von vier ionischen Pilastern getragenen Tympanon aus Naturstein. Seit der Restaurierung in den 1980er Jahren befindet sich auf dem Dach wieder ein bescheidener hölzerner Dachreiter.
- Onze-Lieve-Vrouw Hulp der Christenenkerk („Maria-Hilf-Kirche“), 1917 errichtet durch den Architekten Hubert van Groenendael.
- Heilig Hart Van Jezuskerk („Herz-Jesu-Kirche“), das von Jos Wielders entworfene Kirchengebäude wurde 1919 im damaligen Neubaugebiet Nieuwenhagerheide errichtet.

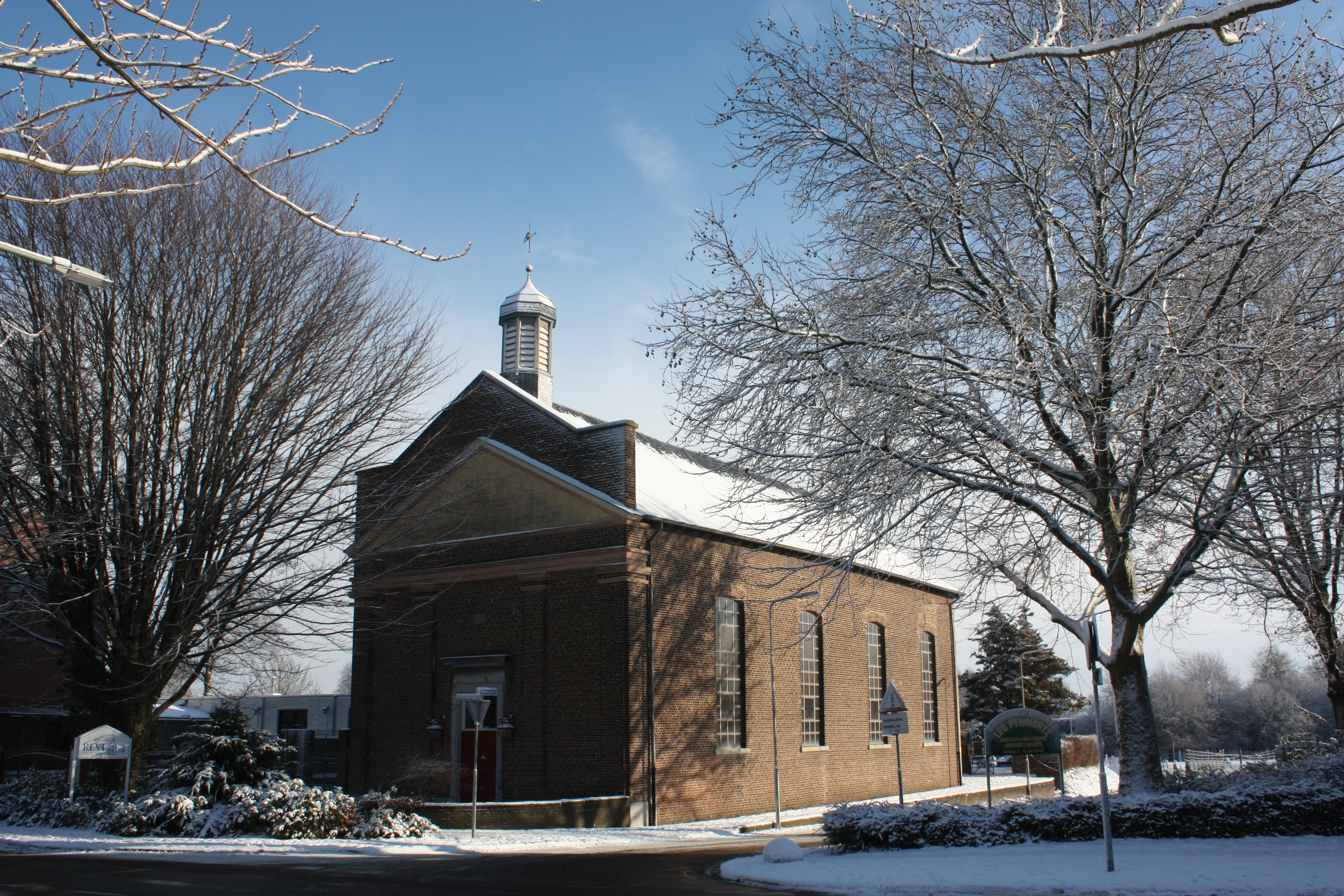
Sjpaans Kentje im Winter
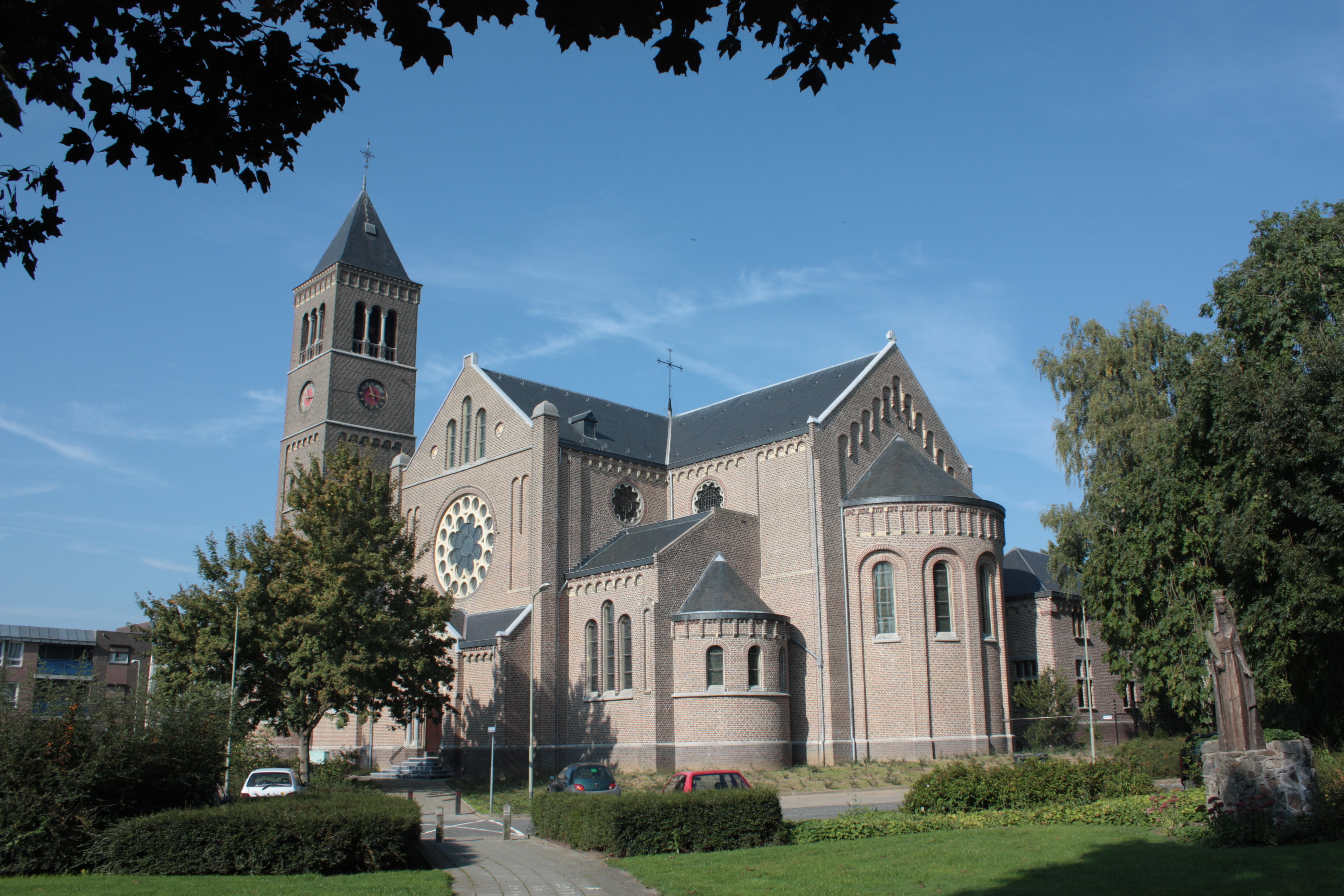
Kerk Onze-Lieve-Vrouw Hulp der Christenen (Maria-Hilf-Kirche)
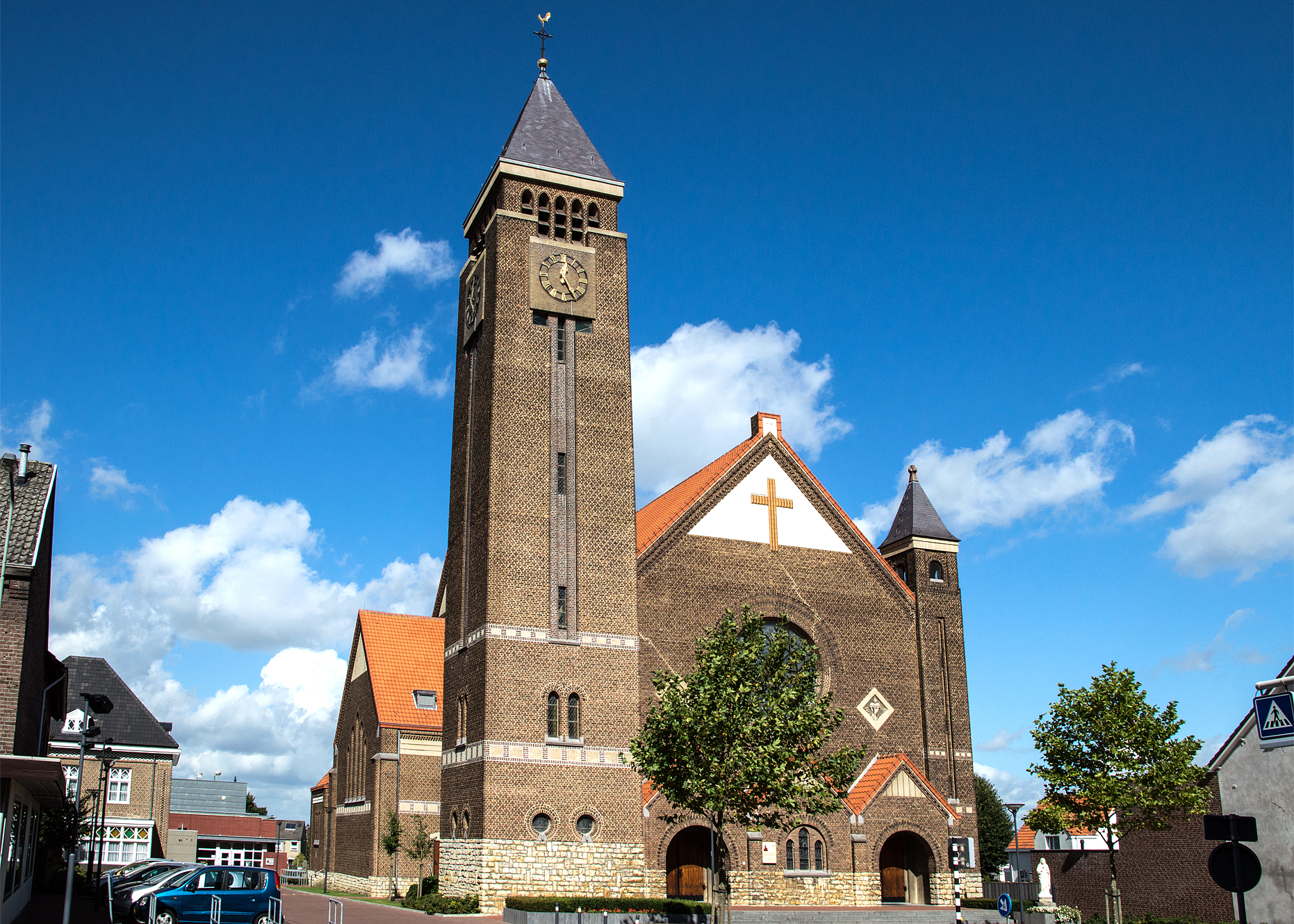
Kerk Heilig Hart van Jezus (Herz-Jesu-Kirche)
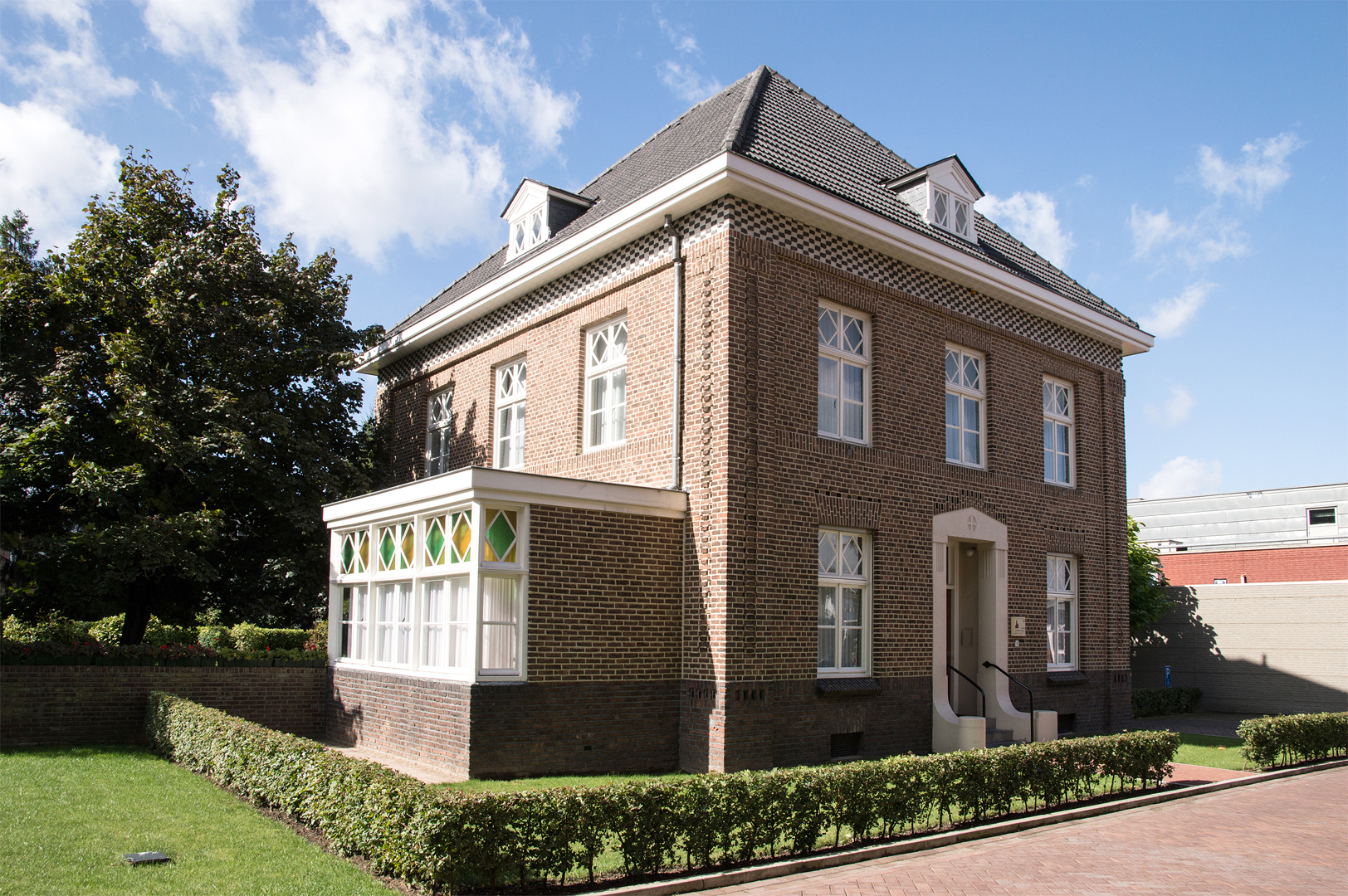
Pfarrhaus, Hoogstraat 139

## Vereinswesen
- Sportvereniging Nieuwenhagen (SVN), gegründet 1934 (Fußball)
- RKSV Sylvia, gegründet 1949 (Fußball)
- Gymnastiekvereniging Olympia, gegründet 1907 (Turnen)
- Schutterij Koningin Wilhelmina, gegründet 1860 (Schützenverein, Folklore)
- Harmonie St. Caecilia Nieuwenhagen, gegründet 1890 (Blasmusik)
- Fanfare Eendracht Nieuwenhagerheide, gegründet 1890 (Blasmusik)
- Carnavalsverein Ieëre Road de Sjweëgelsöppers, gegründet 1982 (Karnevalsverein)
- Toneelvereniging Kiekes Wead, gegründet 1978 (Amateurtheater)
- Oudheidkundig en Cultuurhistorisch Genootschap Landgraaf, gegründet 1982 (Heimatverein)
- Stichting Meifeesten Nieuwenhagen, gegründet 1990 (Folklore, Kultur)

## In Nieuwenhagen geborene Persönlichkeiten
- Willem Jurgens (1780–1836), Sprössling der Händler-und-Hausierer-Dynastie Jurgens. Er war, genau wie sein Vater Dionysius und sein jüngerer Bruder Lennert, „Händler in Amsterdam für Textilien und Nadeln aus Aachen“. 1871 waren die Nachkommen von Willem Jurgens die ersten, die Margarine produzierten. Nach einer Reihe von Fusionen entstand aus ihrem Betrieb der Konzern Unilever.
- Christiaan Alphonsus van den Berk (1919–1979), Slavist
- Leni Raats (1925–2013), Sängerin des Duos Leni & Ludwig
- Sjeng Kremers (* 1933), Psychologe, Verwaltungsbeamter und Politiker, Königlicher Kommissar von Limburg 1977–1990
- Hein Meens (1949–2012), Tenor und Dirigent
- Hans Zuidersma (* 1949), Fußballer
- Joep Lange (1954–2014), Mediziner und AIDS-Spezialist